# Nkechi Leticia Chime
Nkechi Leticia Chime (12 maart 1993) is een atleet uit Nigeria.
Chime nam deel aan de Olympische Jeugdzomerspelen in 2010 aan het onderdeel kogelstoten.
Op de Afrikaanse jeugdkampioenschappen in 2011 behaalde ze met 13,89 meter een gouden medaille.
In maart 2018 gooide ze haar persoonlijk record van 15,95 meter in Abuja.
- World Athletics: 14374992